# U'wa
Los tunebos —llamados u'wa en su propia lengua— son un pueblo amerindio, asentado en la Sierra Nevada del Cocuy, en los Andes nororientales, de la República de Colombia, departamentos de Boyacá (55,2 %), Arauca (21,1 %), Norte de Santander (16,2 %), Casanare (6,1 %) y Santander (1,3 %). Su idioma es el u'w ajca o tunebo que pertenece a la familia lingüística chibcha. La mayor parte de la población habita en el distrito fronterizo de Cubará.

## Economía
Su economía se basa en el trueque. Son fundamentalmente agricultores, practican también la pesca, la caza y la recolección; y a lo largo del ciclo anual, habitan y explotan tres pisos térmicos. En cada estación y estando en entornos residenciales específicos, cantan sus diferentes mitos.

## Sociedad
Los U'wa están divididos en clanes matrilineales. La Sierra Nevada del Cocuy está distribuida entre los diferentes clanes, interrelacionados entre sí por relaciones matrimoniales y de parentesco, de manera que cada clan se divide en mitades, que se casan con el clan vecino de cada mitad. Los matrimonios reproducen los de los antepasados, de manera que cada persona busca casarse con integrantes del grupo donde se casaron sus antepasados y se esfuerzan para que sus hijos sean el renacimiento de la generación de sus tatarabuelos, y la vez para que la propia persona renazca en la generación de los tataranietos. El territorio de cada clan y su orden de vecindades radiales en torno a la sierra del Cocuy, es entonces un elemento imprescindible del orden matrimonial, social, espiritual y cósmico.
Cada clan es uno de los teba, ocho postes que sostienen la casa del mundo. Kerkaza, que en los mitos cantados es el sinónimo de teba, son sitios ceremoniales y de observación astronómica, donde hay menhires que marcan el territorio de los clanes y se llevan a cabo intercambios de productos entre ellos. Cada clan se mueve durante el año dentro de su territorio de las tierras altas a las tierras bajas y viceversa, no solamente buscando las cosechas de los diferentes pisos térmicos, en las diferentes estaciones, sino también por razones cosmológicas. Así el clan Kubaruwa que se asocia con el mundo de abajo, debe moverse en dirección opuesta al sol, que se asocia con el mundo de arriba.
Cada clan está regido por los werjayás (sabios), y además cuenta con sus propios kerekas (médicos tradicionales). Los cabildos, organizados en cumplimiento de la legislación colombiana que exige o promueve su existencia como forma de representación jurídica de las comunidades indígenas, reconocen la autoridad de los werjayás y requieren de su autorización para actuar.

## Lengua
El uw cuwa (Lengua de la gente) o Uw'ajca (Voz de la gente) pertenece a la familia lingüística chibcha, dentro del grupo magdalénico, junto con el muysccubun de los muiscas y las lenguas de la Sierra Nevada de Santa Marta (Kogui, Damana, Ijka y Kankuamo).
Registra 14 fonemas consonánticos: las oclusivas sonoras b, r; oclusivas sordas t, k, kw, ' (ʔ cierre glotal); las nasales m, n; las fricativas s, sh (palatalizada), h (aspirada); y las semivolcales j, w oral y w nasal. Además cinco fonemas vocálicos: a, e, i, o, u. El acento es contrastativo y registra dos tonos, uno ascendente y otro descendente.